# 牧野明
牧野 明（まきの あきら、1922年（大正11年）頃 - 2007年（平成19年）5月）は、大日本帝国海軍の衛生兵。太平洋戦争中にフィリピンで生体解剖へ関与していたと、初めて証言した人物である。

## 略歴
牧野は、志願兵として日本海軍に入った。衛生兵となった牧野は軍医ら約20人の部隊に配属となり、22歳だった1944年（昭和19年）に他の1500人ほどとともに戦艦「大和」に便乗して、日本軍占領下だったフィリピンのミンダナオ島西部サンボアンガへ派遣された。サンボアンガには日本海軍の航空基地があり、第33警備隊などの守備隊が展開していた。牧野の部隊は敵の航空機に対する監視を任務としたという。サンボアンガは牧野らの進出後に孤立して補給が途絶え、医薬品など物資が不足した状態となった。また、イスラム教系少数民族のモロ族を中心とする現地ゲリラの襲撃に悩まされた。
サンボアンガにも1945年（昭和20年）3月にアメリカ軍が上陸し、日本軍守備隊は敗北した。サンボアンガ駐留の日本海軍部隊はアメリカ軍上陸時に4600人を数えたが、終戦時に生存していたのは約400人であった。牧野は生き残って日本へと帰国できた。
牧野は、終戦の日から60年が経過して妻も死去した後の2006年（平成18年）に、サンボアンガでの従軍中に生体解剖に関与していたとする体験談を初めて発表した。フィリピンでの生体解剖を証言する者はそれまで一人もいなかった。牧野の証言は日本のマスコミによって報じられ、日本国内で論争を生じた。また、牧野の証言は、共同通信によって配信された記事をもとに、BBCやガーディアンなど国外のマスコミでも報道された。その後、2006年12月には大阪市内の病院に入院していたが、2007年5月に84歳で死去した。

## 生体解剖についての証言
牧野が晩年に証言したところによると、牧野の部隊では捕虜となったゲリラを生体解剖していたという。一部のゲリラは捕えられたその場で斬首されたが、多くは軍医に引き渡されて解剖に回された。解剖の目的は牧野ら衛生兵に手術の教育を行うことで、捕虜は麻酔をかけられたうえで衛生兵らの見学する前で解剖された。731部隊のような組織的な研究ではなく偶発的なもので、細菌感染の実験台にしたり、実験データを収集したりすることはなかったという。
フィリピンの別の海軍部隊にいた寺嶋芳彦は、自分の部隊では捕虜の解剖を体験していないが、可能性としてはありうると評価している。寺嶋によれば、日本軍将兵が生き残るためあらゆる手段を尽くしていた当時の状況からすると、現場の軍医個人の判断で手術の教育のために生体解剖を行った可能性も否定できないという。
牧野の証言を虚偽ではないかと疑う見解もあり、牧野を非難する国粋主義系のウェブサイトもある。